# Conjectura de Catalan
En teoria dels nombres, la conjectura de Catalan és un teorema proposat l'any 1884 pel matemàtic franco-belga Eugène Charles Catalan i demostrat per primer cop per Preda Mihailescu l'any 2002.
Partim de la base que 23=8 i 3²=9. 8 i 9 són, per tant, dos nombres consecutius resultats d'una potència. Segons aquest teorema, 8 i 9 són les dues úniques potències exactes consecutives.
En general, direm que, en els nombres naturals només aquesta combinació de nombres satisfà la igualtat:
{\displaystyle x^{a}-y^{b}=1}
per tot x, y, a i b més grans que 1.

## Història
Al voltant de 1343, Levi ben Gerson demostra que, d'entre tots els cubs i quadrats, només el 8 i el 9 són nombres consecutius. Al voltant de 1750 Euler fa una demostració semblant dient que, si x^2-y^3-1=0, llavors x=3 i y=2. L'any 1884, Catalan, en una carta a l'editor del diari de Crelleescriu el següent:
«Li prego, Senyor, si vol enunciar, en el seu recull, el teorema següent, que crec verdader, encara que no hagi aconseguit encara demostrar-ho completament: altres seran potser més encertats:
 Dos nombres sencers consecutius, diferents de 8 i 9 no poden ser potències exactes; en altres paraules: l'equació
{\displaystyle x^{p}-y^{q}=1\,}
on les incògnites són enteres i positives, no admet més que una única solució.»
L'any 1850, Victor Lebesque demostra que un quadrat mai no va immediatament després d'una altra potència. Al llarg del segle XX es fan demostracions semblants: el 1921 es demostra que x3-1=yn és impossible per n>1, el 1932 es demostra que x4-1=yn és impossible per n>1. El 1940, es demostra que x²-1=yn és impossible i finalment l'any 1964 Ko Chao demostra que x²+1=yn és impossible.
A finals de segle XX s'anirà acotant el calor de m i n gràcies a les aportacions de Robert Tijdeman i Maurice Mignotte. L'any 1998, Yann Bugeaud i Guillaume Hanrot introduiran l'ús dels nombres de complexitat ciclomàtica, eina que, Preda Mihailescu farà servir el 2002 per demostrar la conjectura.
D'altra banda, en cas que tinguem tres potències:
xm, yn i zp
Sabem que mai no seran nombres consecutius. Teorema demostrat per William J. Lévèque l'any 1952.